# Свети Теодор (Несебър)
„Свети Теодор“ е средновековна православна църква в Несебър, България.

## История
Църквата „Свети Теодор“ е построена през XIII век.
Все още е неясно на кой светец е посветена църквата. Според статията „Църква Свети Теодор в Несебър“ в българския уебсайт Почивка.ком е наименувана на цар Теодор (Тодор) Светослав, който присъединява Несебър към България (след почти 40 години византийско владичество) през 1304 г.
Днес в църквата се помещава художествена галерия.

## Архитектура
Тя е малка еднокорабна църква, с притвор и апсида, с размери 11 х 5,15 метра, разширена на юг под началния двускатен покрив по време на късното средновековие. По-ранният градеж е от редуващи се бели варовикови блокове и черни тухли, в достроената част е от ломени камъни. Фасадата е разнообразена от слепи декоративни арки и тимпани под тях, изпълнени с шахматни и зигзагообразни орнаменти. От вътрешната украса са запазени икони от иконостаса, днес експонирани в иконната зала на новата музейна експозиция.